# Heßloh
Heßloh ist ein Ortsteil der lippischen Stadt Lage in Nordrhein-Westfalen.

## Geschichte

### Ortsname
Heßloh wurde 1342 als Heslo erstmals schriftlich erwähnt.
Folgende Schreibweisen sind über die Jahrhunderte ebenfalls belegt: Hessloe (1467, im Landschatzregister), Hesslo (1535, im lippischen Salbuch), Heßloe (1614, im Lemgoer Bürgerbuch), Heslohe (um 1617), Heßlohe (1618, im Landschatzregister), Hesloh (1731) und Heslo (1758).

### 20. Jahrhundert
Bis zur Eingemeindung nach Lage am 1. Januar 1970 war Heßloh eine selbstständige Gemeinde.